# 奎輝里
奎輝里，位於台灣桃園市復興區西北部，人口有1,007人。西以竹頭山與長興里為界，北以枕頭山與三民里相鄰，南以那是山與羅浮、高義2里相隔，東與澤仁里接壤。主要居民屬泰雅族大嵙崁群馬立巴部落的奎輝社人。

## 里名由來
以該里北部的泰雅族部落奎輝社(Keihui，一種榕樹之名，或說很多鹿角的地方)命名。里內包括嘎色鬧(Kisiono)、上奎輝、中奎輝、下奎輝等部落(內奎輝位於高義里境內)，里中心為中奎輝部落。

## 歷史沿革
清代光緒12年（1886年），劉銘傳於大嵙崁（今大溪區）設立「臺灣撫墾總局」，該村屬於總局之「大嵙崁撫墾事務總辦」。日治時期，明治29年（1896年），屬大嵙崁撫墾署管轄；明治31年（1898年）改隸三角湧辦務署大嵙崁支署；明治33年（1900年）改屬大嵙崁辦務署；明治34年（1901年）屬桃仔園廳大嵙崁支廳；明治38年（1905年）紛屬桃園廳大嵙崁支廳番地；大正9年（1920年）屬新竹州大溪郡番地。
二次大戰結束後，國民政府接收臺灣，民國36年（1947年）初屬新竹縣角板鄉（今復興鄉）長興村；民國54年（1965年）7月1日以後析長興村東部置「奎輝村」，之後該村村名及界線未再改變。